# Eulophia rosea
Eulophia rosea là một loài thực vật có hoa trong họ Lan. Loài này được (Lindl.) A.D.Hawkes mô tả khoa học đầu tiên năm 1964.

## Hình ảnh

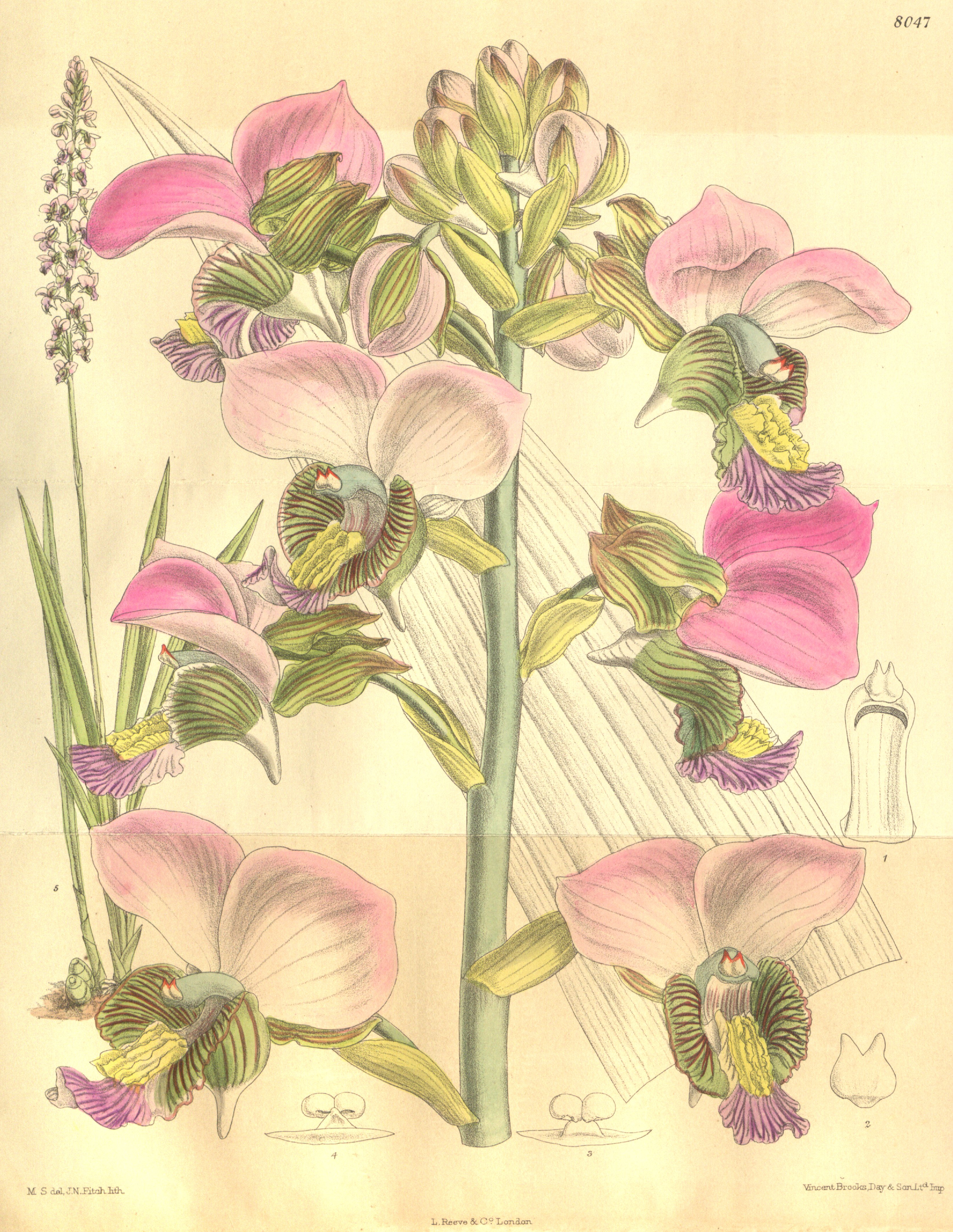
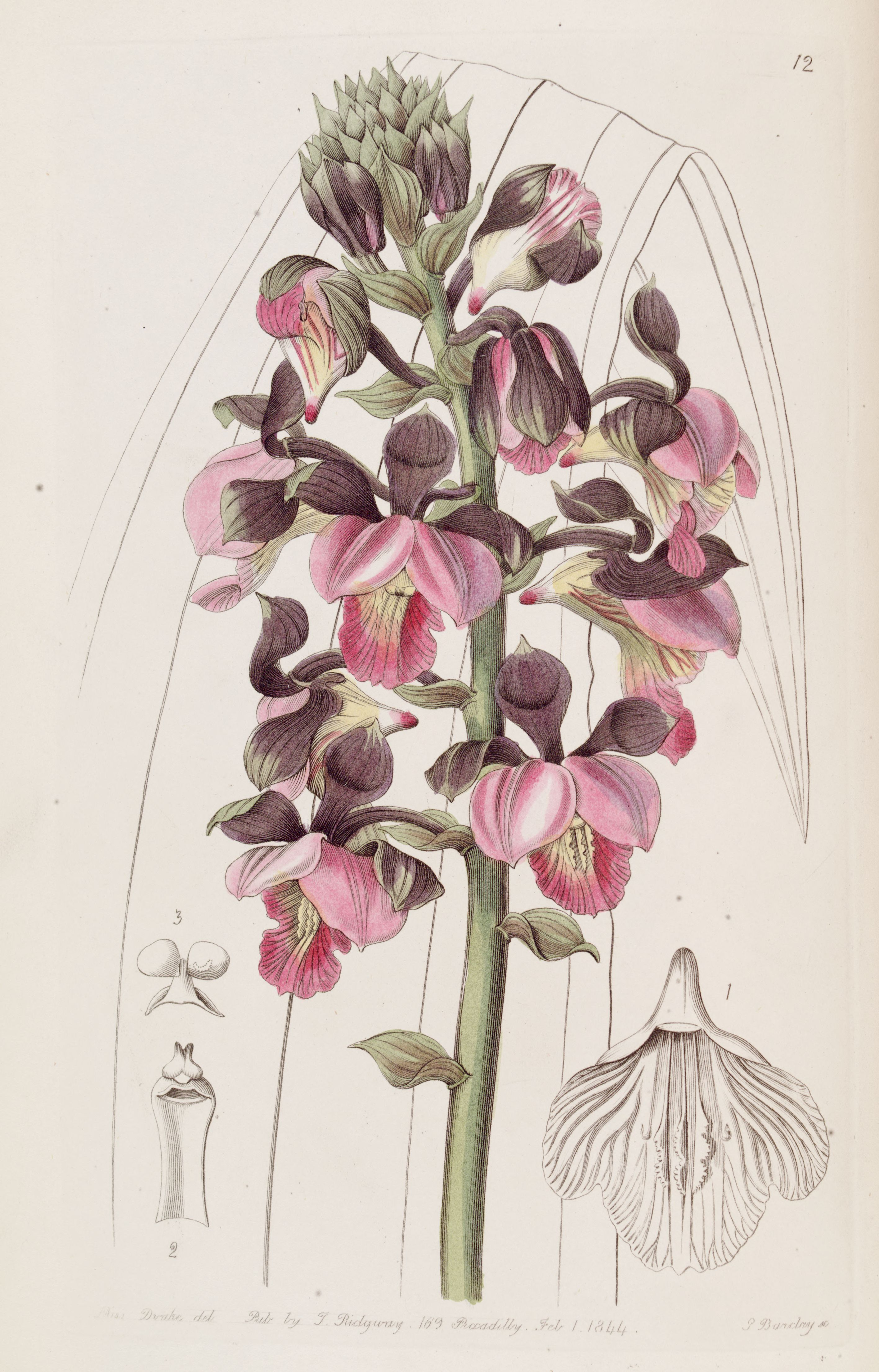
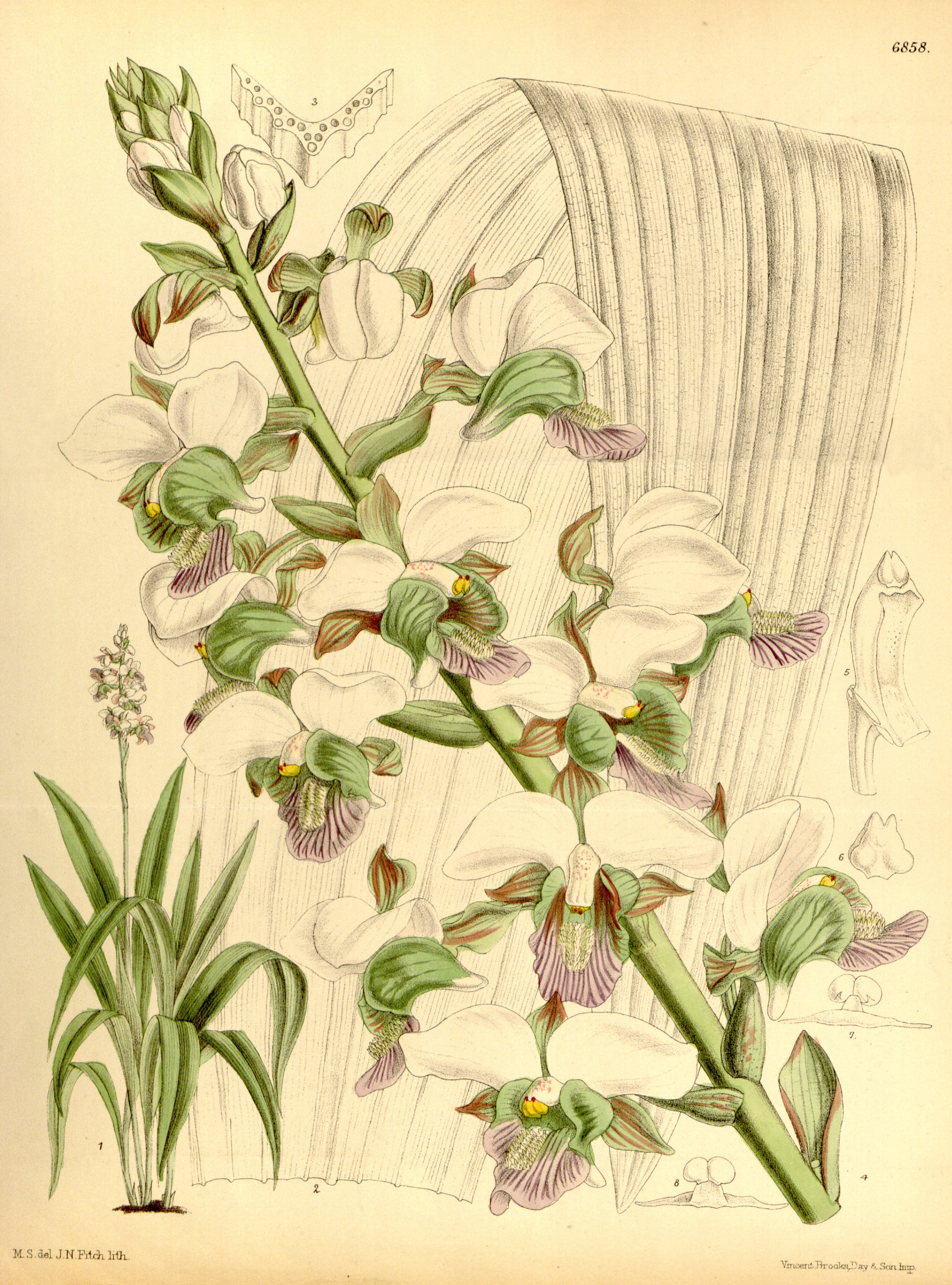